# Institut des sciences mathématiques (Espagne)
Ne pas confondre avec l'Institut des sciences mathématiques de Chennai en Inde.
L' Institut des Sciences Mathématiques (Instituto de Ciencias Matemáticas – ICMAT) est un institut mixte appartenant au Conseil supérieur de la recherche scientifique espagnol (Consejo Superior de Investigaciones, CSIC) avec trois universités de Madrid : l'Université autonome de Madrid (Universidad Autónoma de Madrid, UAM), l'Université Charles-III de Madrid (Universidad Carlos III de Madrid, UC3M) et l'Université complutense de Madrid (Universidad Complutense de Madrid, UCM). Le siège de l'ICMAT est situé dans un nouveau bâtiment sur le campus de l'UAM à Cantoblanco à Madrid.
L' ICMAT est composé de mathématiciens appartenant au CSIC et de chercheurs de trois universités de Madrid. 

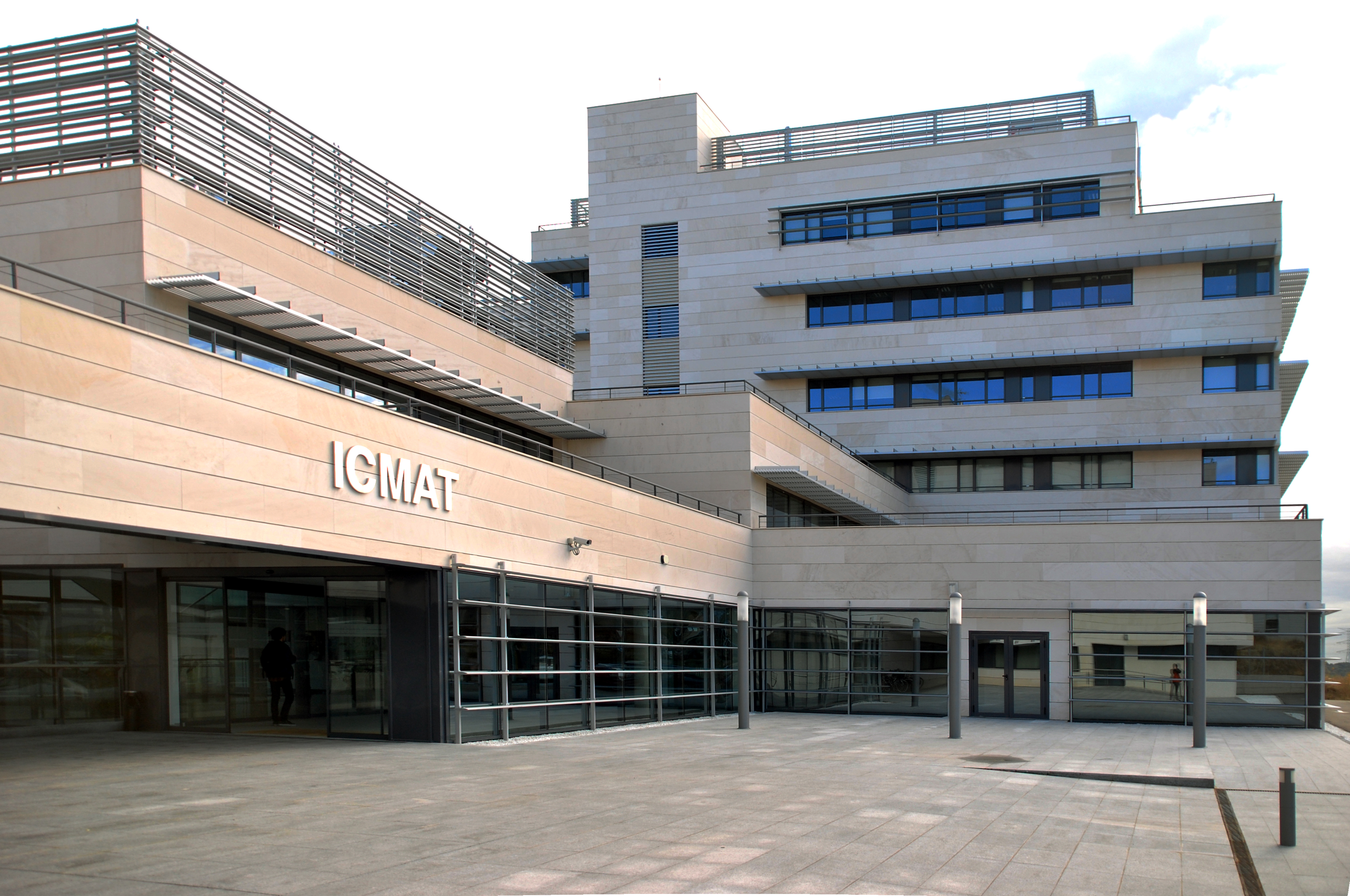
Le bâtiment de l'ICMAT est situé à Madrid, Espagne

## Recherches à l'ICMAT
L' ICMAT est un institut où sont menés des travaux sur un large éventail de mathématiques. Initialement les principaux domaines de recherche sont les suivants: l'analyse, la géométrie différentielle, la géométrie algébrique, les équations aux dérivées partielles, la mécanique des fluides, les systèmes dynamiques, la mécanique géométrique et la physique mathématique. S'y ajoutent des recherches en théorie des nombres, en théorie des groupes et en combinatoire en 2011.
Parmi les résultats de recherche obtenus par les chercheurs de l'Institut qui ont eu le plus d'impact, il convient de mentionner la solution au problème de Nash en théorie de la singularité ] par Javier Fernández de Bobadilla et María Pe ; la solution au problème de Sidon en théorie des nombres par Javier Cilleruelo et Carlos Vinuesa  ; la solution de la conjecture d'Arnold en dynamique des fluides  par Daniel Peralta Salas et Alberto Enciso ; la construction du modèle mathématique pour expliquer comment les vagues se brisent  par l'équipe de recherche dirigée par Diego Córdoba, et les récents résultats sur le transport Lagrangien et ses applications à l'étude de la couche d'ozone  par l'équipe dirigée par Ana María Mancho.

## Histoire de l'ICMAT

### Avant l'ICMAT
L' ICMAT est issu du département de mathématiques de l'Institut de mathématiques et de physique fondamentale du Conseil supérieur de la recherche scientifique, auquel les mathématiciens appartenant au CSIC étaient affectés. L'accord pour la création du centre a été signé en novembre 2007, après évaluation par le plan stratégique 2006-2009, à laquelle tous les centres liés au CSIC sont assujettis et dans laquelle la commission a recommandé la création d'un institut séparé.
Un regard en arrière au cours de la longue histoire du SCCI révèle ce qui peut être considéré comme des précurseurs de l'ICMAT : le Laboratorio Seminario Matemático de la Junta de Ampliación de Estudios (JAE), créé en 1915, et l' Instituto Jorge Juan de Matemáticas, créé en 1939 par le Conseil supérieur de la recherche scientifique.

### Le Centre d'excellence Severo Ochoa de l'ICMAT
En 2011, l' ICMAT a été choisi comme l'un des huit centres d'excellence dans l'appel à propositions du Programme Severo Ochoa émis par le Ministère espagnol de la science et de la technologie (MICYT).
Parmi d'autres distinctions, six chercheurs ICMAT ont obtenu des bourses du Conseil Européen de la Recherche (ERC Starting Grants), ce qui place l'Institut parmi les principaux centres en mathématiques d'Europe.

## Vulgarisation à l' ICMAT
Chaque année, l'ICMAT participe à la Semaine de la Science et de la Technologie, la compétition Science en Action (l'ICMAT étant l'une des institutions organisatrices) et, depuis 2012, a participé à la Nuit des Chercheurs (en collaboration avec l'UAM).
En outre, l' ICMAT a lancé le programme Matemáticas en la Residencia  (en collaboration avec la Résidence d'étudiants de Madrid et le Conseil supérieur de la recherche scientifique), dans lequel des personnalités internationales pour la compréhension publique de la science, telles que Marcus du Sautoy, Jesús María Sanz-Serna, Pierre Cartier, Guillermo Martínez, Edward Frenkel, Christiane Rousseau, Antonio Durán et John Allen Paulos ont pris part, ainsi que la compétition « Graffiti et Mathématiques » qui est destinée à des élèves de l'école secondaire. Le blog « Mathématiques et ses Frontières » a annuellement un lectorat de plus de 150 000 personnes, en plus de la présence de l'Institut sur les réseaux sociaux: Facebook et Twitter.
En mars 2013, l'ICMAT est officiellement devenu une Unité de Culture Scientifique reconnue par la FECYT (Fondation espagnole pour la Science et la Technologie), et est la seule institution mathématique à bénéficier de cette distinction.